# Helmi Kuusi

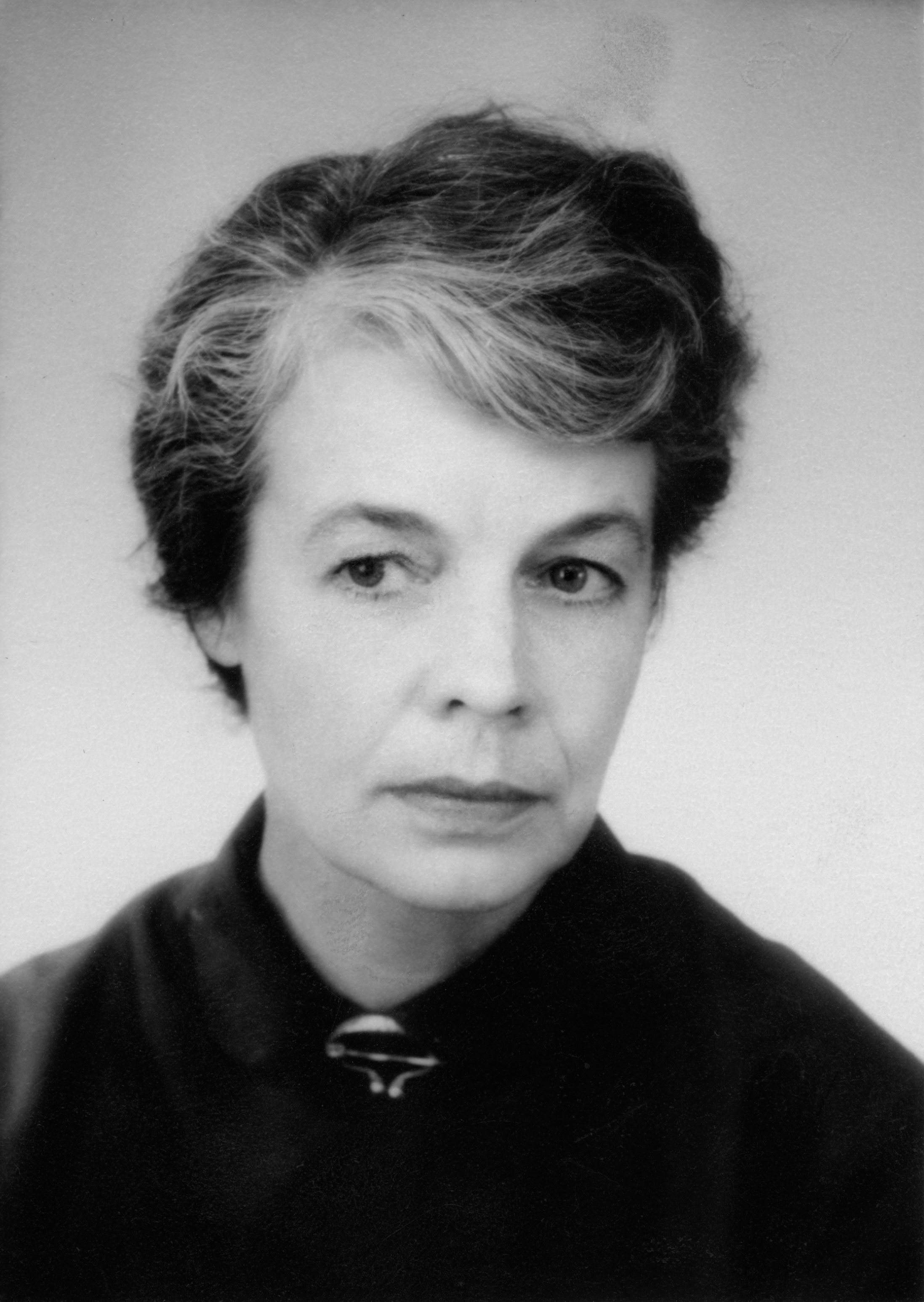
Helmi Kuusi

 Helmi Martta Kuusi (* 8. Januar 1913 in South Range, Michigan, USA; † 21. April 2000 in Helsinki) war eine finnische Malerin und Grafikerin.

## Leben und Werk
Kuusi war die Tochter von Martta Kuusi und von dem Pastor Mauno Ilmari Kuusi. Ihr Vater diente bis in die 1910er Jahre als Priester in South Range und zog dann mit der Familie nach Hämeenlinna, Finnland. Kuusi ging dort in die Grundschule und anschließend in eine Mädchenschule in Helsinki. Sie beendete ihre Schulausbildung mit 16 Jahren, da ihre Mutter mit 42 Jahren plötzlich verstarb.
Kuusi studierte 1931 und von 1937 bis 1938 an der Zeichenschule des Finnischen Kunstvereins, 1931 und 1932 an der Zentralen Handwerksschule. 1934 reiste sie nach London, um dort zu arbeiten und ihre Englischkenntnisse zu verbessern. In London studierte sie von 1934 bis 1935 einige Monate am Chelsea Polytechnicum. Nach ihrer Rückkehr nach Finnland zog Kuusi mit ihrer Familie nach Turku, wo sie ihr Kunststudium an der Zeichenschule der Turku Art Association bei Harry Henriksson und Reino Harsti fortsetzte. Im Herbst 1937 kehrte sie nach Helsinki zurück und nahm ihr Studium an der Zeichenschule des Kunstvereins mit dem Schwerpunkt Grafikdesign wieder auf. Sie erlernte neue Techniken wie das Ätzen von Linien und die Verwendung von Kaltnadelradierungen, die sie während ihrer gesamten Karriere weiterhin bevorzugte. Ihre Bewerbung an der Kunstakademie Stockholm wurde 1938 erneut abgelehnt.
Kuusi schloss sich vor Beginn des Fortsetzungskrieges der Lottabewegung an und wurde unmittelbar zu Beginn des Krieges als Schreiberin nach Äänislinna geschickt. Während dieser Zeit zeichnete sie Skizzen der Soldaten und der verlassenen Schlachtfelder. Zu den Werken, die den Krieg beschreiben, gehören Sotilassairaalassa (1940), Lotta (1941), Lukeva lotta (1942) und ja Maisema Kivennavalta (1943). Viele dieser Kriegsarbeiten sind aus Materialmangel Strichätzungen, da sie statt einer Kupferplatte eine für Kaltnadelarbeiten nicht geeignete Zinkplatte verwenden musste. 
1948 studierte Kuusi für einige Monate Grafik an der Königlichen Akademie der Künste in Stockholm. Außerdem studierte sie von 1949 bis 1950 sowie 1954 an der Académie Julian in Paris. Neben ihrer künstlerischen Tätigkeit arbeitete sie von 1953 bis 1965 als Lehrerin an einer Zeichenschule und von 1955 bis 1956 an der Imatra und Lappeenranta School of Art. Sie war gleichzeitig von 1955 bis 1956 Kuratorin des Imatra Art Museum.

## Grafiken
Sie fertigte ihre ersten Grafiken während ihres Studiums am Chelsea Polytechnicum in London an. Sie konzentrierte sich hauptsächlich auf die Kaltnadeltechnik, verwendete aber auch andere Tiefdruckverfahren, wie zum Beispiel die Strichätzung. Das Zeichnen diente als wichtiges Hilfsmittel, um visuelle Beobachtungen und Erfahrungen festzuhalten. In den 1970er Jahren benutzte Kuusi einen Mezzotint-Kies, um die Kaltnadel zu unterstützen, wodurch die Linie der Werke weiter weicher wurde und schließlich fast verschwand. In ihren Grafiken konzentrierte sich Kuusi in den 1930er Jahren auf Porträts und ab den 1940er Jahren auf Landschaften. Es gibt kaum Ähnlichkeiten zwischen ihren Grafiken und ihren Gemälden und sie verwendete nicht die gleichen Themen. Nach dem Tod der Künstlerin erhielt das Kunstmuseum im Ateneum Hunderte von Kuusis Werken und viele Skizzenbücher.

## Mitgliedschaften
Helmi Kuusi war Mitglied und Sekretärin des finnischen Verbandes für grafische Künste, Mitglied des Verbandes der finnischen Maler, stellvertretendes Mitglied des Vorstandes und Vertreterrates des finnischen Künstlerverbandes, Mitglied des Vorstandes und Vertreterrates des Finnischen Kunstvereins und Sekretärin für ältere Künstler.

## Ausstellungen
Ihre Arbeiten wurden erstmals 1933 ausgestellt. Die erste Einzelausstellung wurde im Januar 1946 im Bäcksbacka Art Salon am Boulevard eröffnet. In den Jahren 1941 bis 1985 sind ihre Werke in vielen nationalen und internationalen Ausstellungen gezeigt worden. Am 11. Februar 2022 wird im Ateneum in Helsinki die Ausstellung Modern Woman mit Werken von Helene Schjerfbeck, Sigrid Schauman, Ellen Thesleff, Elga Sesemann, Hilda Flodin, Sigrid af Forselles, Gunvor Grönvik, Eila Hiltunen, Lea Ignatius, Helmi Kuusen eröffnet. Seit 2017 wurde eine gekürzte Version dieser Ausstellung unter anderem in New York, Tokio und Kopenhagen gezeigt.

## Auszeichnungen und Ehrungen
- 1945: 1. Preis dukaattikilp
- 1945: 3. Preis beim Landeskunstwettbewerb
- 1950: 2. Preis beim Landeskunstwettbewerb
- 1951: PYP-Wandbildwettbewerb
- 1974: Staatliche Künstlerrente
- 1976: Anerkennungspreis des Finnischen Kunstvereins
- 1982: Staatspreis für Bildende Kunst
- 1963: Pro Finlandia

## Werke (Auswahl)
- 1936: Madonna
- 1937: Engel
- 1937: Drei Mädchen am Strand
- 1937: Tulitikkutyttö
- 1937: Atelier[6]
- 1937: Hirten im Feld
- 1937: Karfreitag
- 1938: Zwei Wanderer
- 1938: Oma der Blume
- 1939: Vedenhaku
- 1940: Park
- 1942: Landschaft von Kivenna
- 1942: Reitbotschafter
- 1944: Träumer